# Курт Флаш
Курт Флаш (на немски: Kurt Flasch) е германски философ.

## Биография
Роден е на 12 март 1930 година в Майнц в католическо семейство. През 1956 година защитава докторат във Франкфуртския университет, където остава да работи до 1970 година, когато се премества в Рурския университет. Изследванията му са главно в областта на историята на средновековната и късноантичната философия.